# USS Plunger (SS-179)
USS Plunger (SS-179) là một tàu ngầm lớp Porpoise được Hải quân Hoa Kỳ chế tạo vào giữa thập niên 1930. Nó là chiếc tàu ngầm thứ hai của Hải quân Hoa Kỳ được đặt cái tên này, theo tên thợ lặn, là một ngoại lệ trong số tàu ngầm Hoa Kỳ vào thời đó không đặt theo tên các sinh vật dưới nước. Nó đã phục vụ trong suốt Chiến tranh Thế giới thứ hai, thực hiện tổng cộng 12 chuyến tuần tra và đánh chìm được tổng cộng mười hai tàu Nhật Bản với tổng tải trọng 48.328 tấn. Con tàu được cho rút về làm nhiệm vụ huấn luyện từ đầu năm 1945, xuất biên chế khi chiến tranh kết thúc, và cuối cùng bị bán để tháo dỡ vào năm 1957. Permit được tặng thưởng mười bốn Ngôi sao Chiến trận do thành tích phục vụ trong Thế Chiến II.

## Thiết kế và chế tạo
Lớp tàu ngầm Porpoise Kiểu P-5 có thiết kế được dựa trên Kiểu P-3 do hãng Electric Boat phát triển, vốn được Hải quân Hoa Kỳ đánh giá là tốt hơn so với Kiểu P-1 do Xưởng hải quân Portsmouth phát triển. Chúng có cấu trúc vỏ kép một phần với hai đầu là vỏ đơn, một phiên bản hoàn thiện hơn của chiếc USS Dolphin (SS-169). Những chiếc được đóng bởi các Xưởng hải quân Portsmouth và Mare Island là những tàu ngầm Hoa Kỳ cuối cùng còn sử dụng kết cấu bằng đinh tán cho một phần con tàu, là nguyên nhân gây ra sự rò rỉ nhiên liệu khi hoạt động trong chiến tranh; những chiếc do Electric Boat đóng và mọi lớp tàu ngầm sau này đều áp dụng kỹ thuật hàn cho toàn bộ cấu trúc con tàu.
Plunger dài khoảng 300 foot (91 m) và trọng lượng choán nước khi lặn khoảng 1.998 tấn Anh (2.030 t), với một cấu trúc thượng tầng tháp chỉ huy lớn và cồng kềnh. Tốc độ tối đa chỉ đạt khoảng 18 hải lý trên giờ (33 km/h) để duy trì độ bền cho động cơ, nhưng một cải tiến nhằm chứa dầu FO trong các thùng dằn chính đã giúp tăng gần gấp đôi tầm xa hoạt động, giúp chúng có thể hoạt động tuần tra đến tận các đảo chính quốc Nhật Bản. Động cơ diesel Winton Kiểu 16-201A hai thì 16-xy lanh gặp phải nhiều trục trặc trong vận hành, nên sau này được thay thế bằng động cơ General Motors Kiểu 12-278A.
Vũ khí trang bị chính ban đầu chỉ có sáu ống phóng ngư lôi 21 in (530 mm), gồm bốn ống trước mũi và hai ống phía đuôi, cùng một hải pháo 3 inch/50 caliber trên boong tàu và hai súng máy M1919 Browning .30-caliber (7,62 mm).
Plunger được đặt lườn tại Xưởng hải quân Portsmouth ở Kittery, Maine vào ngày 17 tháng 7, 1935. Nó được hạ thủy vào ngày 8 tháng 7, 1936, được đỡ đầu bởi cô Edith E. Greenlee, và được cho nhập biên chế cùng Hải quân Hoa Kỳ vào ngày 19 tháng 11, 1936 dưới quyền chỉ huy của Hạm trưởng, Đại úy Hải quân George L. Russell.

## Lịch sử hoạt động

### 1937 - 1941
Sau khi hoàn tất việc trang bị, Plunger khởi hành từ Gravesend Bay, New York vào ngày 15 tháng 4, 1937 cho chuyến đi chạy thử máy huấn luyện tại các khu vực vịnh Guantánamo, Cuba, vùng kênh đào Panama và Guayaquil, Ecuador. Đến tháng 11, sau khi sửa chữa sau chạy thử máy tại Portsmouth, nó khởi hành để đi sang San Diego, California để gia nhập Đội tàu ngầm 14 trực thuộc Hải đội Tàu ngầm 6 và hoạt động tại vùng bờ biển Thái Bình Dương. Vào ngày 15 tháng 3, 1938, nó cùng tàu tiếp liệu tàu ngầm Holland (AS-3) và năm tàu ngầm khác cùng thuộc lớp Porpoise lên đường cho một chuyến đi đến Dutch Harbor, Alaska. Trong những năm tiếp theo nó hoạt động huấn luyện tại các vùng biển Panama và quần đảo Hawaii. Chiếc tàu ngầm đi đến Trân Châu Cảng vào ngày 30 tháng 11, 1941 và vẫn đang hiện diện tại đây khi Hải quân Đế quốc Nhật Bản bất ngờ tấn công căn cứ Trân Châu Cảng vào ngày 7 tháng 12, khiến chiến tranh bùng nổ tại Mặt trận Thái Bình Dương.

### 1942

#### Chuyến tuần tra thứ nhất
Trong vòng một tuần sau cuộc tấn công, Plunger lên đường cho chuyến tuần tra đầu tiên trong chiến tranh. Tuy nhiên nó buộc phải quay trở lại trở lại căn cứ do trục trặc rò rỉ lườn tàu chịu áp lực. Nó được sửa chữa trước khi trở ra khơi vào ngày 14 tháng 12, cùng các tàu ngầm Gudgeon (SS-211) và Pollack (SS-180) hướng sang các đảo chính quốc Nhật Bản để canh phòng bên ngoài eo biển Kii, là lối ra chính của biển nội địa Seto bao gồm nhiều căn cứ và trung tâm công nghiệp quan trọng.
Sau khi đánh chìm được tàu buôn Eizan Maru (4.702 tấn) ngoài khơi eo biển Kii, tại tọa độ 33°30′B 135°00′Đ / 33,5°B 135°Đ vào ngày 18 tháng 1, 1942, Plunger đụng độ với một tàu khu trục, và nó hoàn toàn bị bất ngờ khi khám phá ra tàu khu trục Nhật Bản cũng được trang bị sonar. Nó chịu đựng 24 quả mìn sâu thả xuống và bị hư hại đáng kể, nhưng đã có thể rút lui được và quay trở về Trân Châu Cảng an toàn vào ngày 3 tháng 2.
Được cho cặp vào bến tàu Marine Railway, Trân Châu Cảng để sửa chữa, Plunger gặp tai nạn trượt khỏi bệ và chìm xuống đáy bến tàu vào ngày 17 tháng 2. Nó được trục vớt, sửa chữa và đưa vào hoạt động trở lại sau đó.

#### Chuyến tuần tra thứ hai
Trong chuyến tuần tra thứ hai từ ngày 5 tháng 6 đến ngày 15 tháng 7 tại vùng biển Hoa Đông ngoài khơi Thượng Hải, Trung Quốc, Plunger đã phóng ngư lôi đánh chìm tàu chở hàng Ukai Maru số 5 (3.282 tấn) vào ngày 30 tháng 6 tại tọa độ 30°04′B 122°54′Đ / 30,067°B 122,9°Đ. Đến ngày 2 tháng 7, nó tiếp tục đánh chìm Unyo Maru số 3 (3.282 tấn) tại tọa độ 30°30′B 120°25′Đ / 30,5°B 120,417°Đ. Vào sáng sớm ngày 30 tháng 6, nó suýt phóng ngư lôi nhắm vào chiếc tàu biển chở hành khách SS Conte Verde, vốn đang vận chuyển nhân viên ngoại giao Hoa Kỳ hồi hương theo thỏa thuận trao đổi với Đế quốc Nhật Bản; một bức điện khẩn nhận được từ căn cứ Trân Châu Cảng vào phút cuối đã ngăn chặn được cuộc tấn công thảm họa này.

#### Chuyến tuần tra thứ ba
Khởi hành từ Trân Châu Cảng vào ngày 12 tháng 10 cho chuyến tuần tra thứ ba tại khu vực quần đảo Solomon, vào giai đoạn lực lượng Đồng Minh đang tiến đến khu vực Matanikau và mũi Esperance, Plunger canh phòng nhằm ngăn chặn các chuyến Tốc hành Tokyo của đối phương. Vào ngày 2 tháng 11, đang khi lặn xuống né tránh máy bay tuần tra đối phương, chiếc tàu ngầm chạm phải đáy biển ở độ sâu 52 ft (16 m) làm hư hại nặng vòm sonar và đáy vỏ tàu, và rò rỉ nặng dầu và bọt khí. Chiếc tàu ngầm phải cắt ngắn chuyến tuần tra và quay trở về căn cứ.

#### Chuyến tuần tra thứ tư
Sau khi được sửa chữa tại Brisbane, Australia, Plunger quay trở lại khu vực Guadalcanal cho chuyến tuần tra thứ tư từ ngày 21 tháng 11, hoạt động ngoài khơi Munda, nơi quân Nhật cho đổ bộ lực lượng và tiếp liệu bằng sà lan vào ban đêm. Vào đêm 16-17 tháng 12, nó lách qua đội hình bốn tàu khu trục đốo phương để tấn công hai tàu đang chất dỡ tiếp liệu, rồi lặp lại đợt tấn công tương tự vào đêm hôm sau, nhưng trong cả hai đợt đều không thể xác định được kết quả. Trên đường quay trở về căn cứ, nó bị ném bom vào ngày 8 tháng 1, 1943, và về đến Trân Châu Cảng vào ngày 12 tháng 1.

### 1943

#### Chuyến tuần tra thứ năm
Trong chuyến tuần tra thứ năm tại khu vực quần đảo Caroline, vào ngày 28 tháng 2, Plunger đã phóng trúng ngư lôi và gây hư hại cho tàu chở dầu Iro (14.050 tấn) tại vị trí khoảng 130 nmi (240 km) về phía Tây đảo Jaluit. Đến ngày 12 tháng 3, nó đánh chìm được tàu buôn Taihosan Maru (1.804 tấn) ngoài khơi đảo Ponape,

#### Chuyến tuần tra thứ sáu

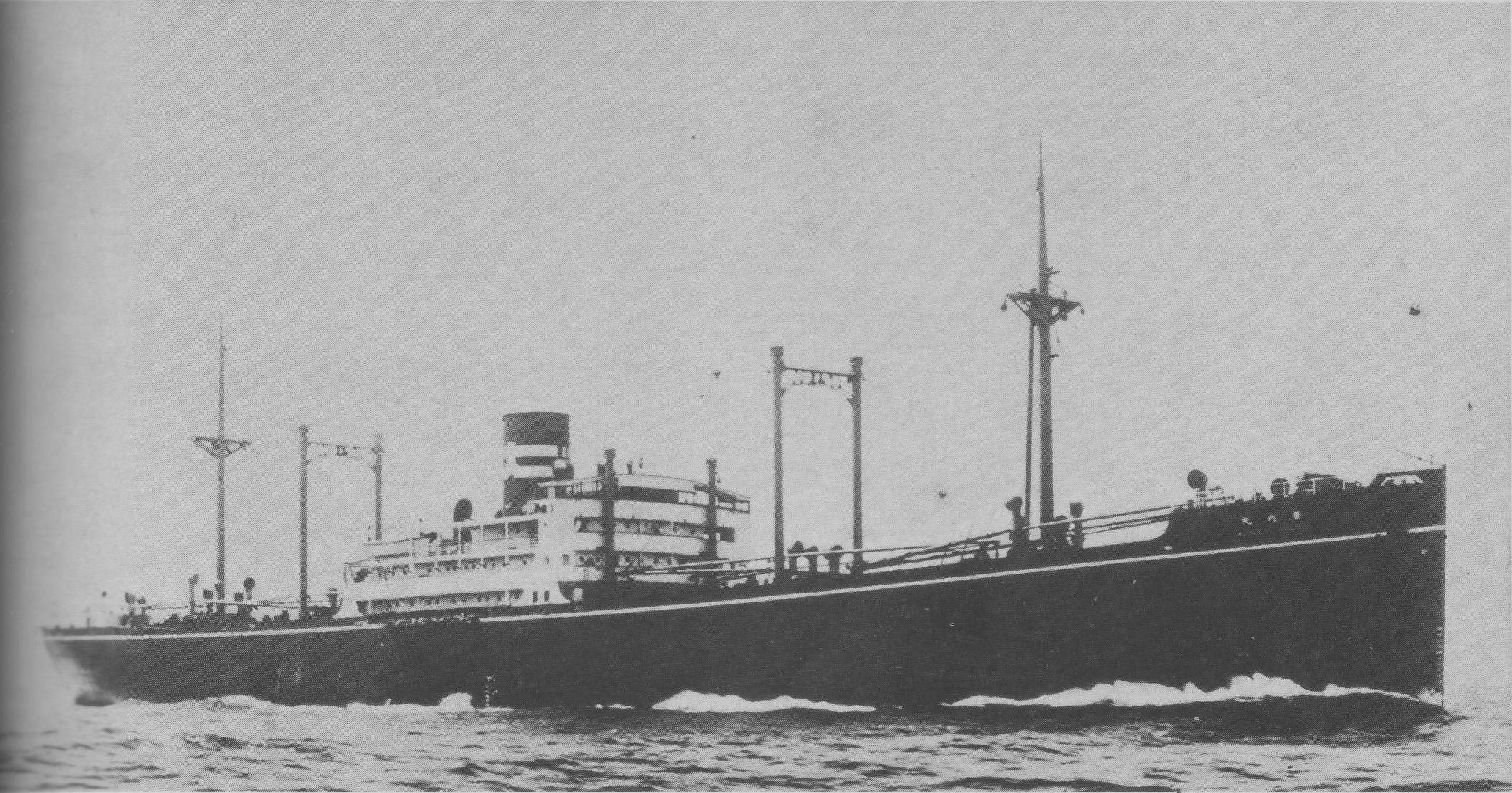
Kinai Maru.

Trong chuyến tuần tra thứ sáu tại khu vực quần đảo Mariana, vào cùng ngày 10 tháng 5, Plunger đã đánh chìm hai tàu chở hành khách Tatsutake Maru (7.068 tấn) và Kinai Maru (8.360 tấn) tại vị trí khoảng 200 nmi (370 km) về phía Đông Saipan, tại tọa độ 14°29′B 149°00′Đ / 14,483°B 149°Đ.

#### Chuyến tuần tra thứ bảy
Trong chuyến tuần tra thứ bảy từ ngày 25 tháng 6 đến ngày 26 tháng 7, Plunger tham gia cùng các tàu ngầm Lapon (SS-260) và Permit (SS-178) để lần đầu tiên xâm nhập vào vùng biển Nhật Bản nhằm tấn công tàu bè vận chuyển nguyên liệu thô từ Mãn Châu và Triều Tiên. Nó đã đánh chìm tàu chở hành khách Niitaka Maru (2.478 tấn) vào ngày 12 tháng 7 tại tọa độ 43°02′B 140°00′Đ / 43,033°B 140°Đ, rồi rút lui qua khu vực phía Nam biển Okhotsk để quay trở về căn cứ Midway.

#### Chuyến tuần tra thứ tám
Trong chuyến tuần tra thứ tám từ ngày 6 tháng 8 đến ngày 5 tháng 9, Plunger tiếp tục quay trở lại khu vực biển Okhotsk, và đến ngày 20 tháng 8 đã đánh chìm tàu buôn Seitai Maru (3.404 tấn) ngoài khơi bờ biển Tây Nam đảo Hokkaido tại tọa độ 42°15′B 139°58′Đ / 42,25°B 139,967°Đ. Hai ngày sau đó, nó tiếp tục đánh chìm tàu buôn Ryokai Maru (4.655 tấn) trong biển Nhật Bản tại tọa độ 42°40′B 139°48′Đ / 42,667°B 139,8°Đ. Khi quay trở về Trân Châu Cảng, nó là một trong những tàu ngầm từng hai lần xâm nhập vào biển Nhật Bản, mãi cho đến gần cuối chiến tranh.

#### Chuyến tuần tra thứ chín
Trong chuyến tuần tra thứ chín vào tháng 10 và tháng 11, Plunger làm nhiệm vụ tìm kiếm và giải cứu tại vùng biển quần đảo Marshall, hỗ trợ cho các chiến dịch không kích xuống khu vực này. Đang khi giải cứu một phi công Hải quân vào ngày 15 tháng 11, một máy bay tiêm kích Mitsubishi A6M Zero đã bắn phá con tàu, làm bị thương hạm phó và năm thủy thủ.

### 1944

#### Chuyến tuần tra thứ mười
Lên đường vào ngày 14 tháng 1, 1944 cho chuyến tuần tra thứ mười ngoài khơi các đảo chính quốc Nhật Bản, vào ngày 2 tháng 2, Plunger đã đánh chìm hai tàu chở hàng Toyo Maru số 5 (2.193 tấn) và Toyo Maru số 8 (2.191 tấn) ngoài khơi Kushimoto tại tọa độ 33°29′B 135°59′Đ / 33,483°B 135,983°Đ. Đến ngày 23 tháng 2, nó tiếp tục đánh chìm hai tàu chở hàng Kimishima Maru (5.193 tấn) tại vị trí khoảng 200 nmi (370 km) về phía Tây Bắc đảo Chichi Jima, tại tọa độ 30°11′B 140°49′Đ / 30,183°B 140,817°Đ. Nó kết thúc chuyến tuần tra khi quay trở về Trân Châu Cảng vào ngày 8 tháng 3.

#### Chuyến tuần tra thứ mười một và mười hai
Plunger thực hiện chuyến tuần tra thứ mười một từ ngày 8 tháng 5 đến ngày 8 tháng 6 tại khu vực quần đảo Bonin; và chuyến thứ mười hai từ ngày 31 tháng 7 đến ngày 19 tháng 9 tại vùng biển chung quanh căn cứ Truk. Trong cả hai chuyến nó đều không đánh chìm được mục tiêu nào.

### 1945
Sau khi quay trở về Trân Châu Cảng vào ngày 19 tháng 9, 1944 để đại tu, nó lên đường vào ngày 15 tháng 2, 1945 để đi sang vùng bờ Đông, và phục vụ như một tàu huấn luyện tại Căn cứ Tàu ngầm Hải quân New London ở New London, Connecticut cho đến ngày 25 tháng 10. Sau khi đi đến New Haven, Connecticut để tham gia những lễ hội chào mừng ngày Hải quân, nó đi đến Xưởng hải quân Boston vào ngày 30 tháng 10 và được cho xuất biên chế tại đây vào ngày 15 tháng 11, 1945, rồi được đưa về Hạm đội Dự bị Đại Tây Dương.

### 1946 - 1954
Đang khi trong thành phần dự bị, Plunger được huy động để phục vụ ngoài biên chế như một tàu huấn luyện cho Hải quân Dự bị Hoa Kỳ. nó đi đến Brooklyn, New York vào tháng 5, 1946 và phục vụ tại đây cho đến ngày 8 tháng 5, 1952, khi nó được điều đến Jacksonville, Florida để hoạt động trong vai trò tương tự. Khi quay trở lại New York vào ngày 18 tháng 2, 1954, con tàu được xem là dư thừa đối với nhu cầu của Hải quân, nên được cho rút tên khỏi danh sách Đăng bạ Hải quân vào ngày 6 tháng 7, 1956. Con tàu cuối cùng bị bán cho hãng Bethlehem Steel Co. tại Bethlehem, Pennsylvania để tháo dỡ vào ngày 22 tháng 4, 1957.

## Phần thưởng
Plunger được tặng thưởng mười bốn Ngôi sao Chiến trận do thành tích phục vụ trong Thế Chiến II. Nó được ghi công đã đánh chìm 12 tàu Nhật Bản với tổng tải trọng 48.328 tấn.
|  |                                                                                   |  |
|  | Silver star · Silver star · Bronze star · Bronze star · Bronze star · Bronze star |  |

| Dãi băng Hoạt động Tác chiến  |                                                                          |                                      |
| Huân chương Chiến dịch Hoa Kỳ | Huân chương Chiến dịch Châu Á-Thái Bình Dương với 14 Ngôi sao Chiến trận | Huân chương Chiến thắng Thế Chiến II |